# Giuliano di Roma
Giuliano di Roma es una localidad y comune italiana de la provincia de Frosinone, región de Lacio, con 2.365 habitantes.

## Evolución demográfica
| Gráfica de evolución demográfica de Giuliano di Roma entre 1861 y 2001 |
|                                                                        |
| Fuente ISTAT - elaboración gráfica de Wikipedia                        |